# اسعد بواب
اسعد بواب (عربی: أسعد بواب؛ زادهٔ ۳۱ ژوئیهٔ ۱۹۸۰) بازیگر اهل مراکش و فرانسه است.
از فیلم‌ها یا برنامه‌های تلویزیونی که وی در آن نقش داشته‌است می‌توان به روزهای افتخار، پیکی بلایندرز، شهبانوی بیابان، ساخت فرانسه، کارگزار مرا خبر کنید!، خواهران بد و خلیج سکوت اشاره کرد.